# Lysiosquillina maculata
Lysiosquillina maculata, nghĩa trong tên tiếng Anh là tôm tít ngựa vằn, là một loài tôm tít được tìm thấy trên khắp khu vực Ấn Độ-Thái Bình Dương từ Đông Phi đến Galápagos và quần đảo Hawaii. Chúng có chiều dài lên đến 40 cm, L. maculata là tôm tít lớn nhất thế giới. L. maculata có thể được phân biệt từ L. sulcata bởi số lượng lớn của các răng trên đoạn cuối cùng của móng vuốt ăn thịt của nó, và bởi uropodal endopod, nửa ngại biên có màu tối L. maculata nhưng không phải ở loài L. sulcata.. 